# Swertia cincta
Swertia cincta är en gentianaväxtart som beskrevs av Isaac Henry Burkill. Swertia cincta ingår i släktet Swertia och familjen gentianaväxter. Inga underarter finns listade i Catalogue of Life.